# Roger Filgate
Roger Filgate (18. prosince 1965, Connecticut, Spojené státy) je americký hudebník nejvíce známý z působení ve skupině Wishbone Ash.

## Hudební kariéra
Předtím, než začal hrát s Wishbone Ash, hrál na různých koncertech po celých Spojených státech. V roce 1996 se v jednom obchodě s hudebninami v Connecticutu, potkal s Andy Powellem. Důsledkem tohoto setkání bylo to, že v roce 1992 se stal členem skupiny na plný úvazek jako kytarista/skladatel pro studiové album Illuminations a související turné jehož výsledkem byla alba Live in Geneva (1995), kompilace The Best of Wishbone Ash (1997) a Distillation (1997).
Filgate opustil Wishbone Ash v prosinci 1997 a pokračoval v kariéře v revivalové skupině Twist and Shout, ve které hrál skladby Beatles společně s ex-baskytaristou Wishbone Ash Tony Kishmanem, než v roce 2000 odešel.